# Nasiternella varinervis
Nasiternella varinervis är en tvåvingeart som först beskrevs av Zetterstedt 1851.  Nasiternella varinervis ingår i släktet Nasiternella och familjen hårögonharkrankar. Inga underarter finns listade i Catalogue of Life.